# 中村吉伸 (住友重機械工業)
中村 吉伸（なかむら よしのぶ、1949年10月30日 - ）は、日本の経営者。住友重機械工業社長を務めた。京都府出身。

## 経歴
1973年に京都大学工学部を経て、1975年に京都大学大学院工学研究科を修了し、同年に住友重機械工業に入社。2002年6月に常務に就任し、2004年6月に専務を経て、2007年4月に社長に就任。2013年4月に会長に就任し、2019年4月から相談役を務めた。